# NGC 7006
NGC 7006（Caldwell 42）は、いるか座の方角にある球状星団である。銀河系の外縁部に存在する。太陽と銀河中心の5倍に当たる約13万5000光年離れており、銀河ハローに位置する。